# 24 Eskadra Rozpoznawcza

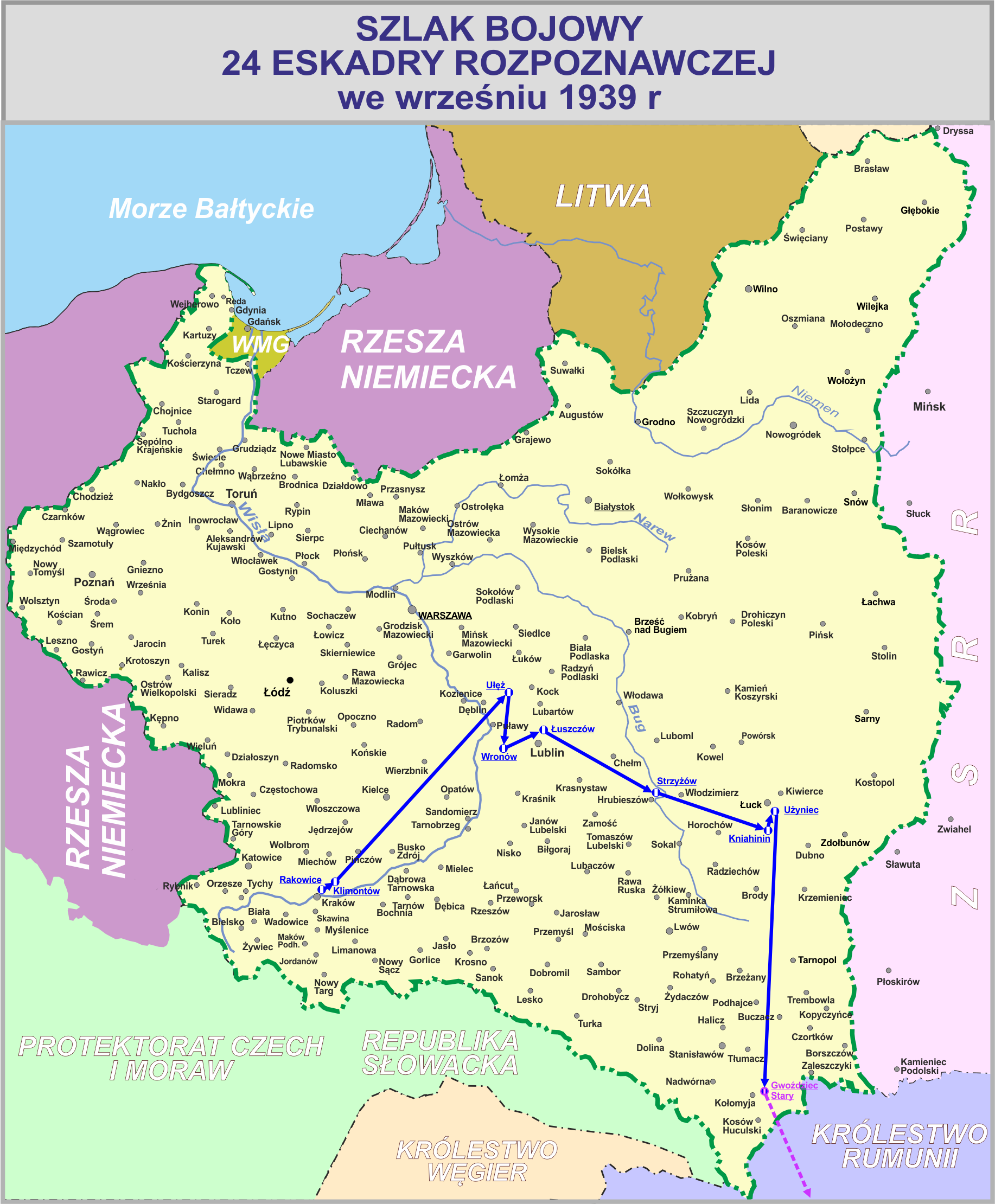

24 eskadra rozpoznawcza (liniowa) – pododdział lotnictwa Wojska Polskiego w II Rzeczypospolitej.
Sformowana w 1934 jako 24 eskadra liniowa. Jej wyposażenie stanowiły początkowo samoloty Breguet XIX, a później PZL-23B „Karaś”.
W kampanii wrześniowej 1939 jako 24 eskadra rozpoznawcza walczyła w składzie lotnictwa Armii „Kraków” i Armii „Lublin”. Działała też na korzyść Sztabu Lotniczego Naczelnego Wodza.
Godło eskadry: 
- biały kwadrat na tle niebieskiego kwadratu z białą obwódką,
- płowa kozica górska w skoku na tle niebieskiego kwadratu.

## Formowanie i szkolenie 24 eskadry liniowej
Rozkazem pułkowym nr 61/34 z 15 marca 1934 na lotnisku rakowickim w Krakowie rozpoczęto organizację 24 eskadry liniowej. Eskadra podporządkowana została dowódcy I dywizjonu liniowego 2 pułku lotniczego. Personel jednostki został uzupełniony absolwentami szkół i ośrodków szkolenia lotniczego. Wyposażenie stanowiły francuskie samoloty Breguet XIX.
Z dniem 1 listopada 1934 eskadra wraz z 26 eskadrą towarzyszącą, weszła w skład nowo utworzonego II dywizjonu liniowego. W sierpniu 1935 wzięła udział w ćwiczeniach lotniczych, a we wrześniu w ćwiczeniach międzydywizyjnych z udziałem 121 eskadry myśliwskiej. Personel latający przechodził corocznie szkołę ognia na poligonie błędowskim oraz ćwiczenia letnie z wielkimi jednostkami piechoty i grupami artylerii.
W 1937 jednostka została przezbrojona w samoloty PZL-23B „Karaś”. Nowe wyposażenie wymagało od załóg wyższych kwalifikacji oraz bardziej intensywnego i zespołowego doskonalenia. Od 1 listopada 1937 eskadra powróciła do I dywizjonu liniowego.
W związku z narastającym zagrożeniem militarnym ze strony III Rzeszy Niemieckiej, powoływani zostali indywidualnymi kartami mobilizacyjnymi rezerwiści. W czerwcu do jednostki przydzielono 2 podchorążych ostatniego rocznika SPL Dęblin, a w sierpniu 3 oficerów rezerwy – obserwatorów.

## Działania 24 eskadry rozpoznawczej w 1939
W sierpniu 1939, w czasie mobilizacji alarmowej, jednostka przemianowana została na 24 eskadrę rozpoznawczą. Po ukończeniu czynności mobilizacyjnych, rzut kołowy pod dowództwem ppor. tech. Czesława Hrynaszkiewicza odjechał 28 sierpnia na lotnisko Klimontów, a 31 sierpnia o świcie dołączył tam rzut powietrzny. Po wylądowaniu, zamaskowaniu samolotów i zakwaterowaniu personelu, nawiązano łączność z dowództwem lotnictwa Armii „Kraków" zgłaszając gotowość bojową eskadry.

### Walki eskadry we wrześniu 1939
W kampanii wrześniowej eskadra walczyła początkowo w składzie lotnictwa Armii „Kraków”, a następnie prowadziła rozpoznanie na korzyść sztabu naczelnego dowódcy lotnictwa oraz dowódcy Armii „Lublin”. Rano 1 września personel eskadry dowiedział się z nasłuchu radiowego o wybuchu wojny polsko-niemieckiej. Na odprawie personelu latającego kpt. Julian Wojda wyznaczył załogi do wykonania poszczególnych zadań. Około 8.00 na rozpoznanie poleciały: na północ – załoga por. obs. Paszkowskiego, a na południe załoga por. obs. Bąka. Po południu loty były powtarzane. W rejon Częstochowy polecieli kpt. obs. Wojda, por. Nowierski i kpr. strz. Gaik, a na południe – por. obs. Bujalski i załoga ppor. obs. Prędeckiego.
2 września na rozpoznanie niemieckiej kolumny pod Częstochową poleciała załoga ppor. obs. Jeżewskiego. Zadanie to zdublował por. obs. Bujalski z por. pil. Nowierskim i kpr. strz. Gaikiem. Wkrótce dowódca eskadry otrzymał rozkaz nakazujący bombardowanie dwoma kluczami niemieckiej kolumny. Zadanie miały wykonać załogi: poruczników Bąka, Bujalskiego, Miarczyńskiego, Paszkowskiego oraz podporuczników Prędeckiego i Pułczyńskiego. Jako pierwszy wystartował por. Paszkowski z zadaniem namierzenia przeciwnika i przekazania drogą radiową danych dowodzącemu wyprawą –por. Bujalskiemu. Ze względu na awarię silnika por. Paszkowski przymusowo lądował, a jego zadanie przejął właśnie por. Bujalski. Bombardowanie było dużym zaskoczeniem dla wroga nie spodziewającego się interwencji bombowej polskich samolotów. Samoloty polskie, asekurowane przez 2 klucze 122 eskadry myśliwskiej powróciły bez strat do Klimontowa. Jedynie ppor. Prędecki został lekko ranny odłamkiem w dłoń. Atak sześciu samolotów PZL.23 Karaś z 24 Eskadry Rozpoznawczej Armii Kraków na niemieckie kolumny pod Częstochową było pierwszym  bombardowaniem wojsk niemieckich w II wojnie światowej. Po południu wykonano kilka lotów rozpoznawczych.
3 września załoga ppor. Pułczyńskiego rozpoznawała rejon Zawiercie–Tarnowskie Góry, a załoga ppor. Gismana śledziła kierunek marszu wykrytej poprzedniego dnia kolumny pancernej pod Chabówką. Przed 8.00 na kolejną wyprawę bombową wystartowało 6 „Karasi” eskadry. W wyprawie brały udział załogi: por. Paszkowskiego z pchor. Brzozowskim i kpr. Banysiem; por. Miarczyńskiego z pchor. Pietruszką i kpr. Woźnym oraz ppor. Gismana, Jeżewskiego, Prędeckiego i Wójcickiego. Przed startem kpt. Wojda odradzał ppor. Prędeckiemu udziału w wyprawie z uwagi na zranioną rękę.
Porucznik Bujalski tak wspomina:

3 września około godz. 5.00 kpt. Wojda otrzymał od dowódcy lotnictwa Armii „Kraków” płk. Sznuka następujący rozkaz: «Zbombardować kolumnę pancerno-motorową npla posuwającą się po szosie Trzciana–Jablońka–Rabka. Położenie własne: oddziały własne na stanowiskach obronnych na odcinku rzeki Skawy, Rabka–Jordanów; z zadaniem opóźnienia w ogólnym kierunku na Myślenice. Położenie nieprzyjaciela: gros kolumny pancerno-motorowej npla znajduje się w rejonie Jabłonka z kierunkiem na Rabkę. Działalność lotnictwa myśliwskiego meldowana. OPL ziemna z działek i karabinów maszynowych na czołgach – silna. Ogólnie: wykonać zadanie jak najszybciej, wysyłając maximum samolotów. Wyniki meldować natychmiast po powrocie z wyprawy[...]».
Kpt. Wojda wyznaczył na dowódcę wyprawy por. obs.  Paszkowskiego. Skład: 6 „Karasi” z ładunkiem 6x100 kg + 2x50 kg bomb na samolot. Start wyprawy – 7.30. 
Por. Paszkowski w porozumieniu z oficerem taktycznym eskadry zdecydował: dojść w szyku 2 kluczy do rej. Rabki, po czym wyprawę podzielić na dwójki podchodzące do celu z trzech różnych kierunków: pierwsza dwójka – podejście czołowe z kierunku Rabka na Jabłonkę; druga – z kierunku Czarny Dunajec–Jabłonka w kierunku na Rabkę; trzecia dwójka – z kierunku Namertów – Jabłonka, również na Rabkę. Po wykonaniu zadania odwrót lotem koszącym pojedynczo do bazy – celem uniknięcia ataków myśliwców nieprzyjaciela.
 Start odbył się o wyznaczonej godzinie. Niski pułap chmur już w rej. Dobczyce–Myślenice nie pozwolił na lot w szykach, przeto załogi przebijały się pojedynczo między szczytami Turbacza i Policy, zachowując narzucone kierunki atakowania. Gros kolumny zostało uchwycone w rej. Rabka–Podwilk; żołnierze niemieccy biwakowali częściowo obok wozów, kolumna na postoju. Bombardowanie odbyło się z wysokości 600–800 m. Bomby rzucone na szosę (niektóre dokładnie w czołgi) – kilka bomb przy szosie. Po wykonaniu zadania załogi przechodziły do lotu koszącego (wszyscy prawie otwierali ogień z broni maszynowej) i lawirując krótkimi skrętami pojedynczo wracały do bazy.
 W wyprawie poległa załoga: ppor. obs. Tadeusz Prędecki i kpr. strz. Rudolf Widuch. Pilot – kpr. Aleksander Rudy uratował się skokiem ze spadochronem i nie dołączył już do eskadry. Z załogi ppor. obs. Jeżewskiego – ranny kpr. pil. Konrad Ziółkowski, z trudem dotarł do lotniska, skąd został odwieziony do szpitala w Krakowie. Meldunek o wykonaniu bombardowania przekazano telefonicznie do sztabu armii po powrocie załóg między godziną 10.00-11.00 [...]

W południe eskadry otrzymały od płk. Sznuka rozkaz przesunięcia jednostki na lotnisko Ułęż. W godzinach wieczornych 9 samolotów „Karaś” i 1 RWD-8 wykonując wcześniej kilka lotów rozpoznawczych na obu skrzydłach Armii „Kraków”, lądowało w Ułężu. Z braku obsługi, załogi same musiały zamaskować i zaopatrzyć samoloty oraz wyszukać kwatery. 4 września eskadra wyszła spod podporządkowania armii, oczekiwała na rozkazy i nie wykonywała zadań bojowych. Dopiero 6 września pojawił się płk Stefan Sznuk przywożąc rozkaz przesunięcia eskadry na lotnisko Wronów. Rzut powietrzny odleciał tam w późnych godzinach popołudniowych. 7 września ppor. obs. Jeżewski z ppor. pil. Peszkowskim i kpr. strz. Ryszką wykryli kolumnę pancerną na szosie Łódź–Rawa Mazowiecka. Informację tę potwierdziła załoga ppor. Gismana. Obszar Łódź–Skierniewice rozpoznawała załoga ppor. Pułczyńskiego.
Rano 8 września płk Sznuk poinformował dowódcę eskadry o podporządkowaniu jej organizującej się Armii „Lublin”. W tym dniu rozpoznawano oddziały nieprzyjaciela na drogach Brzeziny–Łódź–Łowicz–Łęczyca–Kutno–Sochaczew (ppor. obs. Gisman, por. pil. Nowierski i kpr. strz. Gaik) oraz Zwoleń–Radom–Szydłowiec–Skarżysko–Grójec–Rawa Mazowiecka (por. obs. Miarczyński, pchor. pil. Brzozowski i kpr. strz. Młodzik). Przed południem por. obs. Bąk, pchor. pil. Jasiński i kpr. strz. Radowiecki wykonali rozpoznanie na korzyść naczelnego dowódcy Lotnictwa w rejonie Warszawa–Radom–Sandomierz i zrzucili meldunek na lotnisku Małaszewicze. Do składu eskadry został wcielony ppor. rez. obs. Niemir Bidziński meldując kpt. Wojdzie, że na lądowisku Krzywda stoją dwa „bezpańskie” „Karasie”. Wysłani samochodem pchor. Pietruszka i kpr. Żardecki sprowadzili lotem oba samoloty. Samolotom brakowało paliwa i uzbrojenia.
9 września ppor. obs. Pułczyński z pchor. pil. Jasińskim i kpr. strz. Banysiem, wykonali rozpoznanie w rejonie Radom–Dęblin na korzyść dowódcy Armii „Lublin”. Po południu eskadra przeniosła się na lotnisko Łuszczów.
10 września rozkaz naczelnego dowódcy Lotnictwa nakazywał eskadrze prowadzić rozpoznanie na drogach prowadzących ku Wiśle i w kierunku Radom–Iłża–Wierzbnik–Słupia–Raków–Staszów. Ponadto eskadra miała rozpoznać nieprzyjaciela działającego przeciw Armii „Poznań”. Meldunki należało składać sposobem „ciężarkowym” na placówkę łączności NDL i OPL na lotnisku Małaszewicze oraz gen. Tadeuszowi Piskorowi. Z uwagi na późną porę, rozkaz wykonywano od rana 11 września. Załoga por. obs. Bąka z kpr. pil. Bakanaczem i kpr. strz. Radowieckim wykonywała rozpoznanie dróg przemieszczania się jednostek niemieckich w kierunku Wisły, a pozostałą część zadania realizowała załoga por. obs. Paszkowskiego z pchor. pil. Pietruszką i kpr. strz. Woźnym. Ze względu na silną OPL w rozpoznawanym rejonie, por. Paszkowski przerwał wykonanie zadania. Nie mniej jednak dostarczone wiadomości okazały się być cenne dla sztabu Armii „Poznań”. W tym dniu do eskadry przydzielono ppor. rez. pil. Gerarda Ranoszka.
12 września realizowano kolejne loty rozpoznawcze na korzyść dowódcy Armii „Lublin” i ND Lotnictwa. Kapitan Wojda z por. pil. Nowierskim i kpr. strz. Młodzikiem rozpoznawali przeprawy na Wiśle, ppor. Bidziński z kpr. pil. Mierniczekiem i strz. Myrcikiem sprawdzali sytuację na drogach Dęblin do Wisły oraz zachodnie przedpole Warszawy. Załoga por. obs. Miarczyński, kpr. pil. Słoma i kpr. strz. Pawlak rozpoznawała na drogach Nowe Miasto–Brzeziny–Stryków–Lęczyca–Kutno–Łowicz, ppor. obs. Pułczyński, kpr. pil. Mołata i kpr. strz. Radowiecki – rejon Mińsk Mazowiecki–Kałuszyn–Siedlce–Międzyrzec–Łuków–Maciejowice oraz dróg prowadzących od północy do przepraw na Bug, ppor. obs. Gisman z pchor. pil. Jasińskim i kpr. strz. Gaikiem rozpoznawali przeprawy nieprzyjaciela przez Wisłę w rejonie Sandomierza. Z każdego prawie lotu wracały samoloty podziurawione pociskami. Około 30% „Karasi” od odłamków straciło oszklenie kabin. Tego dnia eskadra odleciała na lotnisko Strzyżów. Przy lądowaniu w ciemnościach rozbił się „Karaś” ppor. Jeżewskiego. Załoga wyszła bez szwanku.
13 września, ze względu na dużą odległość, łączność z armią została częściowo zerwana. W tym dniu, wracająca z rozpoznania przedpola Warszawy, załoga ppor. obs. Bidzińskiego z kpr. pil. Górskim i kpr. strz. Banasiem, rozbiła samolot przy lądowaniu. Podporucznik Bidziński miał połamane żebra. Pozostał jednak w eskadrze. Załoga por. Miarczyńskiego rozpoznawała w rejonie Kutna działając na korzyść sztabu Armii „Poznań, a por. Bujałskiego rejon Sokołowa Podlaskiego po Drohiczyn.
14 września nadal wykonywano loty rozpoznawcze na korzyść sztabu Armii „Lublin”, której formalnie podlegała eskadra od dnia 13 września. Po południu nastąpił przelot na lotnisko Kniahinin. Przy lądowaniu rozbił się „Karaś”, ale kontuzjowany kpr. Gaik pozostał w eskadrze.
Z powodu choroby kpt. Juliana Wojdy, dowodzenie eskadrą przejął por. Bujalski. Przed wieczorem dowódca eskadry otrzymał zadanie zorganizowania przelotu z pocztą od Naczelnego Wodza dla gen. Juliusza Rómmla w Warszawie. Wykonanie zadania powierzono załodze: por. obs. Miarczyński, por. pil. Nowierski i jako strzelec ppor. rez. obs. Zborowski. 15 września, zgodnie z wczorajszym rozkazem, do Warszawy wystartowała załoga por. Miarczyńskiego. 
Porucznik Nowierski wspomina:

Warszawa była widoczna z dużej odległości: dymy i pożary w różnych częściach miasta. Lądowałem na Polu Mokotowskim wiedząc, że lotnisko Okęcie jest już zajęte przez wroga. Oddziały niemieckie tak były zaskoczone pojawieniem się polskiego samolotu, że oddano tylko kilka strzałów. Po przekazaniu poczty w sztabie Armii „Warszawa” wrócił por. Miarczyński. Mechanicy pobieżnie sprawdzili stan samolotu uzupełniając paliwo. Rozmawialiśmy z dowódcą placówki, który opowiadał o walkach w obronie stolicy.[...] Przy pomocy żołnierzy placówki, w trakcie ciągłej wymiany ognia, ustawiono samolot pod wiatr w pobliżu hangaru, za którym był ukryty „Karaś”. Niemcy usiłowali nie dopuścić do startu ostrzeliwując lotnisko. Wśród kurzawy ziemi podrywanej przez padające pociski wystartowaliśmy w drogę powrotną. Załoga odprężona wykonaniem tak poważnego zadania nadal czujnie śledziła niebo wypatrując myśliwców. W dole przesuwały się szosami i drogami niemieckie kolumny zmotoryzowane i konne ciągnące ku Warszawie. Gdzieniegdzie wykrywano małe oddziały polskiej kawalerii, którym zrzucaliśmy meldunki o kierunku marszu nieprzyjacielskich kolumn. O godzinie 13.15 wylądowaliśmy w Kniahininie.

W tym czasie inne załogi eskadry wykonywały loty rozpoznawcze na korzyść ND Lotnictwa.
16 września alarmowo poderwano personel eskadry i nakazano ewakuację lotniska Kniahinin. Jeszcze w nocy odjechał rzut kołowy na lądowisko Użyniec, a o świcie wystartowały samoloty. Po przybyciu na nowe lotnisko wznowiono loty rozpoznawcze. Załoga ppor. Pułczyńskiego z por. pil. Nowierskim i kpr. strz. Pawlakiem poleciała na rozpoznanie obszaru Chełm–Krasnystaw–Hrubieszów–Zamość. Na skutek przerwania łączności z generałami Zającem i Piskorem zrzucano wyniki rozpoznania na płachty meldunkowe większych zgrupowań wojsk własnych. Załoga por. obs. Paszkowski i pchor. pil. Pietruszka wyszukiwali na RWD-8 terenów pod lądowiska w rejonie Tarnopola. Po odbiór samolotów do Pińska polecieli ppor. Ranoszek i pchor. Jasiński. Po południu porucznicy Bąk i Nowierski na samolocie LWS-3 Mewa szukali kwatery Naczelnego Wodza celem uzyskania dalszych rozkazów. Z powodu awarii silnika załoga zawróciła do Użyńca. 17 września na poszukiwanie sztabu Naczelnego Wodza wystartowali na „Mewie” ppor. obs. Sobieralski i ppor. pil. Ranoszek. Podczas lotu samolot został zestrzelony. Załoga z trudem wylądowała w rejonie Horodenki i nie wróciła już do eskadry. Na rozpoznanie polecieli por. Miarczyński z por. Nowierskim i kpr. strz. Myrcikiem i załoga por. Bąka. Stwierdzono duży ruch kolumn mieszanych wojsk Armii Czerwonej. Z powodu braku wiadomości o losie załogi ppor. Sobieralskiego, por. Bujalski wysłał na RWD-8 ppor. pil. Peszkowskiego z zadaniem odszukania sztabu gen. Józefa Zająca lub gen. Tadeusza Piskora. Pilot wrócił z wynikiem negatywnym, ale eskadry już nie zastał. W międzyczasie bowiem przybył na lotnisko Użyniec płk Sznuk nakazując natychmiastowe przesunięcie jednostki na lądowisko Gwoździec Stary. 
 Jeden z epizodów ewakuacji tak relacjonuje por. Bujalski:

„Na lotnisku Użyniec obok samolotów eskadry stały 3 „Łosie” przyprowadzone z Pińska i oddane eskadrze pod tymczasową opiekę. Nie mając możliwości przeprowadzenia tych samolotów w bezpieczne miejsce w związku z ewakuacją lotniska, nakazałem je spalić. Wówczas zameldował się u mnie kpr. pil. Stanisław Mierniczek z prośbą o zezwolenie przeprowadzenia jednego „Łosia” na nowe lotnisko eskadry. Po otrzymaniu zezwolenia kpr. Mierniczek, mimo że w samolocie tego typu nigdy nie siedział, wystartował na lotnisko polowe Gwoździec. Ponownie odleciał z tego lotniska na „Łosiu” i wylądował wraz z eskadrą w Czerniowcach. W czasie lotu w obsłudze urządzeń pokładowych pomagał mu mechanik eskadry bombowej.

Wkrótce po wylądowaniu rzutu powietrznego na lądowisku Gwoździec por. Bujalski otrzymał od płk. Sznuka rozkaz wycofania się do Rumunii. Tego dnia o zmroku 9 „Karasi”, 1 „Łoś” i 1 RWD-8 odleciało do Rumunii. Za nimi podążał rzut kołowy.
| Działania eskadry | Działania eskadry           | Działania eskadry           | Działania eskadry           |
| ----------------- | --------------------------- | --------------------------- | --------------------------- |
|                   | Loty bojowe                 | Tonaż bomb                  | Zestrzelenia                |
| 32                | 8 ton                       | 0                           |                             |
| Straty eskadry    |                             |                             |                             |
| Polegli           | ppor. Prędecki, kpr. Widuch | ppor. Prędecki, kpr. Widuch | ppor. Prędecki, kpr. Widuch |
| Ranni             | kpr. pil. Ziółkowski        | kpr. pil. Ziółkowski        | kpr. pil. Ziółkowski        |
| Zaginieni         | kpr. Rudy                   | kpr. Rudy                   | kpr. Rudy                   |
| Samoloty          |                             |                             |                             |
| Stan              | Uzupełnienie                | Zniszczone                  | Ewakuacja                   |
| 10 PZL.23 Karaś   | 4 „Karasie” + 1 „Mewa”      | 3 „Karasie” + 1 „Mewa”      | 9 „Karasi” + 1 „Łoś”        |

## Personel eskadry
| Stopień, imię i nazwisko     | Okres pełnienia służby | Kolejne stanowisko |
| ---------------------------- | ---------------------- | ------------------ |
| kpt. pil. Stanisław Żarski   | 1934 - XI 1936         | 4 Pułk Lotniczy    |
| kpt. obs. Henryk Łepkowski   | XI 1936 -              |                    |
| kpt. pil. Roman Niewiarowski | 1 IV - 1 VII 1939      |                    |
| kpt. obs. Julian Wojda       | VII 1939 - IX 1939     |                    |

| Dowództwo eskadry  | Dowództwo eskadry                   | Dowództwo eskadry                   |
| Stanowisko         | Stopień, imię i nazwisko            | Stopień, imię i nazwisko            |
| ------------------ | ----------------------------------- | ----------------------------------- |
| dowódca eskadry    | kpt. Henryk Łepkowski               | kpt. Henryk Łepkowski               |
| oficer taktyczny   | por. Aleksander Bujalski            | por. Aleksander Bujalski            |
| oficer techniczny  | ppor. Czesław Hrynaszkiewicz        | ppor. Czesław Hrynaszkiewicz        |
| pilot              | por. Tadeusz Nowierski              | por. Tadeusz Nowierski              |
| pilot              | ppor. Bolesław Eugeniusz Peszkowski | ppor. Bolesław Eugeniusz Peszkowski |
| starszy obserwator | por. Aleksander Jan Paszkowski      | por. Aleksander Jan Paszkowski      |
| obserwator         | por. Antoni Sowa                    | por. Antoni Sowa                    |
| obserwator         | por. piech. Bronisław Bąk           | por. piech. Bronisław Bąk           |
| obserwator         | ppor. Feliks Sobieralski            | ppor. Feliks Sobieralski            |
| obserwator         | ppor. Tadeusz Michał Prędecki       | ppor. Tadeusz Michał Prędecki       |
| obserwator         | ppor. Antoni Józef Pułczyński       | ppor. Antoni Józef Pułczyński       |
| obserwator         | ppor. piech. Adam Edward Gisman     | ppor. piech. Adam Edward Gisman     |
| obserwator         | ppor. piech. Konrad Jeżewski        | ppor. piech. Konrad Jeżewski        |

| Dowództwo eskadry | Dowództwo eskadry | Dowództwo eskadry |
| Stanowisko | Stopień, imię i nazwisko | Stopień, imię i nazwisko |
| --- | --- | --- |
| dowódca eskadry | kpt. obs. Julian Wojda | kpt. obs. Julian Wojda |
| oficer taktyczny | por. obs. Aleksander Bujalski | por. obs. Aleksander Bujalski |
| Lekarz eskadry: | ppor. rez. lek. Walter | ppor. rez. lek. Walter |
| oficer techniczny | ppor. techn. Czesław Hrynaszkiewicz | ppor. techn. Czesław Hrynaszkiewicz |
| szef mechaników | st. majster wojsk. Maksymilian Matwijów | st. majster wojsk. Maksymilian Matwijów |
| szef administracyjny | sierż. Jan Gayer | sierż. Jan Gayer |
| Załogi samolotów | | |
| Obserwatorzy | Piloci | Strzelcy pokładowi |
| por. Bronisław Bąk por. Aleksander Paszkowski por. rez. Roman Miarczyński ppor. Adam Gisman ppor. Konrad Jeżewski ppor. Tadeusz Michał Prędecki ppor. Antoni Pułczyński ppor. Feliks Sobieralski ppor. Kazimierz Wójcicki ppor. rez. Władysław Zborowski pchor. rez. Wacław Chromiński ppor. rez. Niemir Bidziński | por. Tadeusz Nowierski ppor. Bolesław Peszkowski pchor. Władysław Brzozowski pchor. Tadeusz Jasiński pchor. Stanisław Pietruszka kpr. Jan Bakanacz kpr. Jan Górski kpr. Stanisław Mierniczek kpr. Ludwik Mołata kpr. Leopold Pęczek kpr. Aleksander Rudkowski kpr. Mieczysław Słoma kpr. Konrad Ziółkowski kpr. Włodzimierz Żardecki kpr. Ludwik Maciej | kpr. Jan Banyś kpr. Zygmunt Gaik kpr. Antoni Młodzik kpr. Augustyn Myrcik kpr. Jan Pawlak kpr. Henryk Radowiecki kpr. Alfred Ryszka kpr. Rudolf Widuch kpr. Jan Woźny kpr. Mieczysław Zakrocki |

## Wypadki lotnicze
- 12 lipca 1934 podczas próby technicznej samolotu Breguet XIX w rejonie miejscowości Prądnik Czerwony zginął kpr. pil. Józef Zasada[4].
- 10 sierpnia 1938 lecąc samolotem PZL-23 Karaś na pomiar zużycia paliwa zginęli kpr. pil. Józef Kryczek, por. por. obs. Rudolf Marcinkowski i Aleksander Strzyż[4].

## Samoloty eskadry
W 1939 eskadra dysponowała 10 samolotami PZL.23B Karaś i 1 samolotem RWD-8.

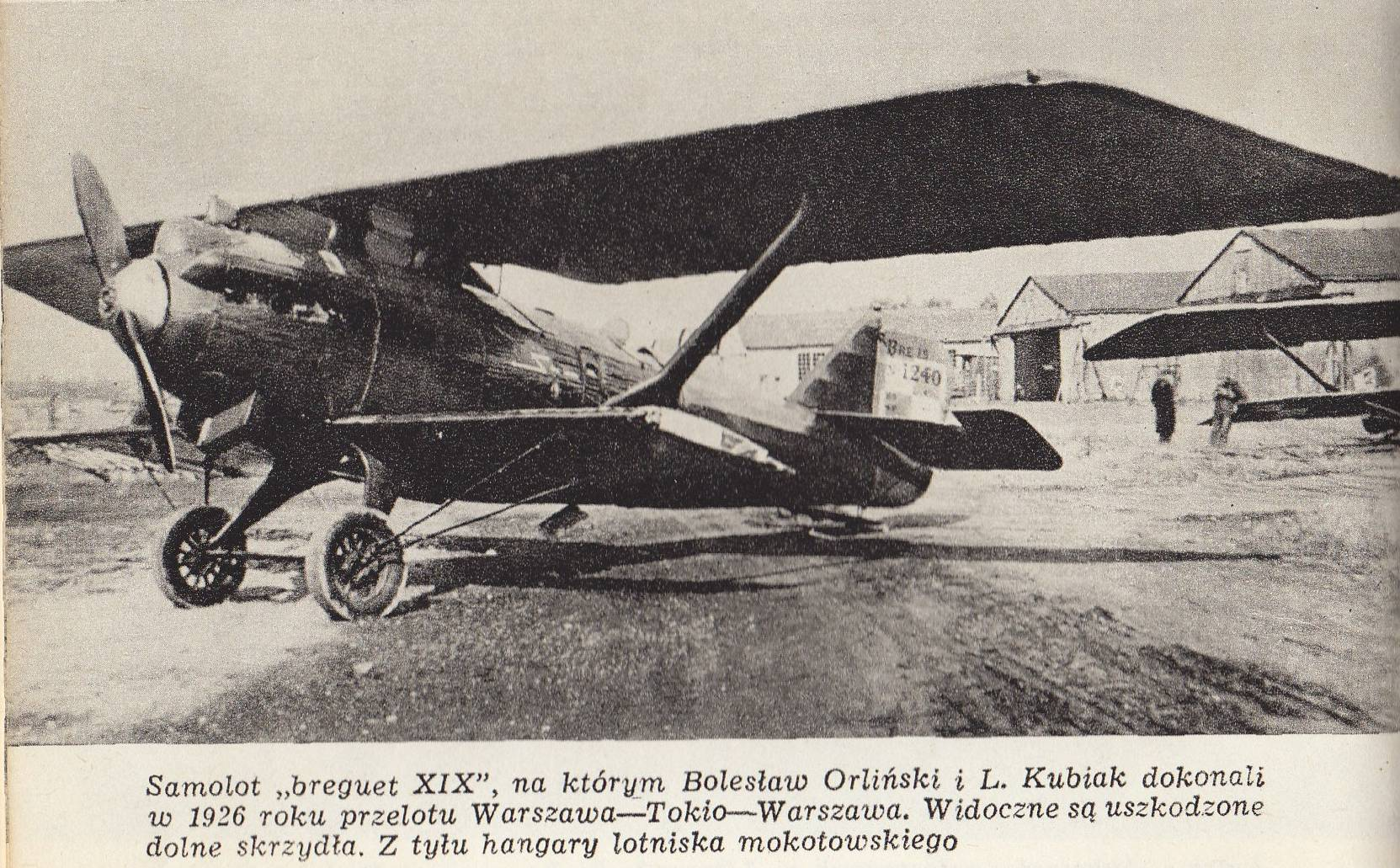
Breguet 19 (1934–1937)
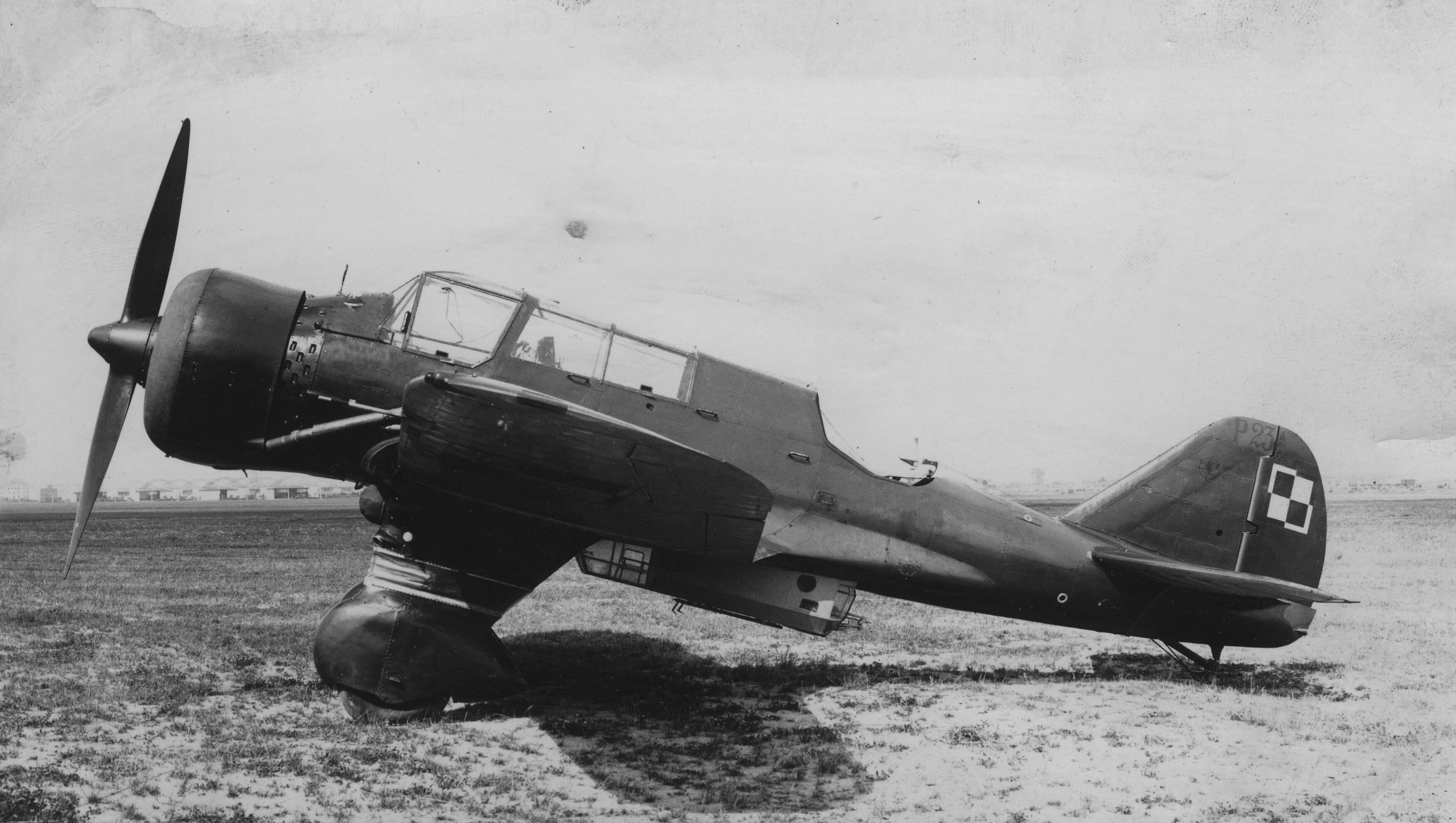
PZL.23 Karaś (1937–1939)
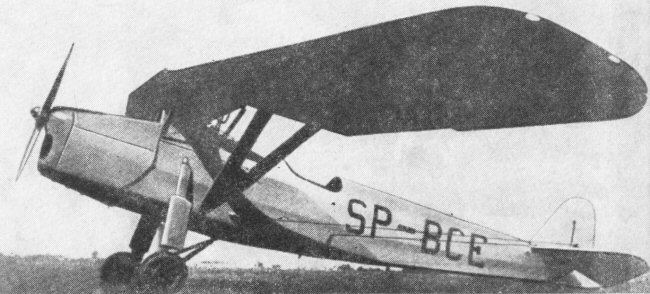
RWD-8 (Łącznikowy)